# كونراد جاوتشا
كونراد جاوتشا (بالبولندية: Konrad Jałocha)‏ هو لاعب كرة قدم بولندي في مركز حراسة المرمى، ولد في 9 مايو 1991 في وارسو في بولندا. لعب مع أركا غدينيا وليغيا وارسو.

## وصلات خارجية
- كونراد جاوتشا على موقع قاعدة بيانات كرة القدم.إي يو (الإنجليزية)
- كونراد جاوتشا على موقع Soccerway.com (الإنجليزية)
- كونراد جاوتشا على موقع AS.com (الإسبانية)